# Титанит (радиотехническая комплексная система)
Радиотехническая комплексная система (РКС) «Титанит» была создана в конце 60-х годов в Киевском научно-исследовательском институте радиоэлектроники (КНИИРЭ). Главный конструктор — Б. Тука (получил за систему Государственную премию). Система защищена авторским свидетельством (на имена: И. В. Кудрявцев, В. Н. Коломиец, В. А. Драпий, В. Ю. Лапий, А. М. Подгурский, Б. Ю. Тука, В. Л. Черевко, В. А. Щекин-Кротов, А. Д. Лабутин, Е. Т. Липатов, Г. И. Максимов, А. А. Никитин и П. А. Фриденштейн). Система имела первоначальное название «Дубрава-1234» и была спроектирована специально для установки на малые ракетные корабли проекта 1234.
РКС «Титанит» представляла собой радиолокационный многорежимный цифровой корабельный комплекс, предназначенный для поиска, сопровождения и идентификации (определение типов) надводных целей, определения элементов движения целей (ЭДЦ) (под элементами движения целей подразумеваются курс и скорость целей), и выдачи целеуказания в сопряжённую с ней корабельную систему управления ударным ракетным оружием «Дунай-1234».

## Режимы работы

### Режим «А» (активный режим поиска и сопровождения обнаруженных целей)
Радиолокационный передатчик активного режима работал в 3-сантиметровом диапазоне волн, и имел небольшую среднюю мощность (несколько ватт). Однако, использование данного режима всегда демаскирует ударный корабль собственным радиолокационным излучением и является наименее предпочтительным в бою, поэтому предполагалось его кратковременное использование в крайнем случае, если другие способы получения необходимой информации о надводном противнике отсутствуют, а также если заранее хотя бы приблизительно известно местонахождение кораблей противника. После обнаружения на индикаторе кругового обзора (ИКО) надводной одиночной цели, либо группы вражеских целей, оператор РКС «Титанит», сидящий за центральным пультом РКС Д51 на главном командном пункте (ГКП) малого ракетного корабля, имел возможность произвести радиолокационный «захват» каждой обнаруженной цели, после чего информационно-вычислительный комплекс (ИВК) РКС «Титанит» всего за несколько десятков секунд определял элементы движения целей, выводил всю информацию о целях и выдавал данные в систему «Дунай-1234» для стрельбы противокорабельными крылатыми ракетами П-120 «Малахит» с расчётным упреждением. После такого применения корабль должен был немедленно, максимально быстро, покинуть район атаки с применением пассивных средств радиоэлектронной борьбы (РЭБ), чтобы по возможности избежать встречного или ответного удара.
Выбор цели на экране ИКО на центральном пульте старший оператор РКС осуществлял, совмещая при помощи манипулятора типа «джойстик», метку целеуказателя с отметкой цели. Последовательно нажималась кнопка присвоения номера цели и кнопка «захват». Одновременно можно было сопровождать и вырабатывать данные для стрельбы по 3 целям. Система позволяла отменять радиолокационный захват цели, и при необходимости изменять нумерацию целей. Сопровождаемые цели вместе с их ЭДЦ выводились на экран индикатора надводной обстановки (ИНО), подробные данные о целях выводились также на дисплей знакового табло, где все «захваченные» цели вместе с их характеристиками отображались по порядковым номерам в виде таблицы.
Антенный пост Д03 имел два смежных параболических зеркала, соответственно формировавших в горизонтальной плоскости по выбору оператора диаграммы направленности «широкий луч», либо «узкий луч». При выборе «широкого луча» обеспечивалось радиолокационное опознавание целей совмещённым запросчиком системы «Нихром-РРМ», излучатель которой находился в фокусе параболического зеркала «широкого луча». При получении верного кодированного ответа на запрос, «своя» цель отображалась с характерной дужкой непосредственно над её отметкой на ИКО. В вертикальной плоскости оба зеркала обеспечивали идентичные широкие диаграммы направленности типа «лепесток», что позволило упростить конструкцию антенного поста Д03, выполнив его нестабилизированным по качке.

### Режим «В» (управление совместными боевыми действиями (УСБД))
РКС «Титанит» обеспечивала выработку данных для стрельбы как одиночного корабля, так и действующих в составе группы трёх малых ракетных кораблей проекта 1234, при этом один корабль из трёх назначался флагманом группы. Обмен информацией между кораблями группы позволял существенно ускорить выработку данных для стрельбы и осуществлять распределение целей, назначенных для обстрела, между всеми кораблями группы.
Передача и приём информации осуществлялись автоматически в соответствии с заложенным алгоритмом по специальному скрытому радиолокационному каналу режима «В». Импульсное излучение канала обмена информацией имело весьма малую мощность (милливатты), и осуществлялось левой, либо правой (в зависимости от курсового угла на корабль группы), стабилизированными по качке параболическими антеннами Д02 с узкой диаграммой направленности «карандашного» типа. Стабилизация антенных постов Д01, Д02 левый и Д02 правый осуществлялась от общекорабельной системы гироскопической стабилизации «Надир».

### Режим «П» (пассивный режим)
Данный режим являлся основным, поскольку при этом в полной мере обеспечивалась скрытность и внезапность нанесения ракетного удара. В режиме «П» задействовались чувствительные радиолокационные приёмники сантиметрового и дециметрового диапазонов волн приборной стойки Д20 РКС «Титанит» для пеленгации работающих на излучение радиолокационных станций (РЛС), установленных на боевых кораблях и судах противника. Приём сигналов осуществлялся при помощи стабилизированного по качке антенного поста Д01 с параболическим зеркалом большого диаметра. Принятые радиолокационные сигналы усиливались, подчищались от помех и отображались на экране панорамного индикатора пассивного режима на пульте Д51. С помощью верньеров старший оператор РКС совмещал и подгонял строб переменной длины с изображением импульсов РЛС противника, последовательно нажимал кнопку номера цели и кнопку «захват». Данные поступали в ИВК РКС «Титанит». ИВК анализировал принимаемые импульсы — несущую частоту, скважность, частоту повторения, число оборотов излучающей антенны в минуту, и выдавал тип РЛС, основываясь на имеющихся данных радиотехнической разведки, что позволяло уверенно определить тип корабля-носителя. Если удавалось «засечь» несколько работающих РЛС, то можно было составить представление о том, какие корабли противника выполняют переход морем, чем они в данный момент времени заняты, летают ли самолёты палубной авиации, и в какой возможной степени боеготовности находится противник. За несколько минут РКС «Титанит», учитывая курс и скорость своего корабля (в ИВК РКС непрерывно поступали данные от лага МГЛ-50 и гирокомпаса ГКУ-1), успешно решала триангуляционную задачу и вычисляла дальность до каждой цели и ЭДЦ, причём вычисленные данные с течением времени непрерывно обновлялись и уточнялись. Если было необходимо сократить время определения координат и ЭДЦ, атакующий малый ракетный корабль, оставляя цели на траверзе и не теряя с ними радиолокационный контакт, выполнял галс в какую-либо сторону на высокой скорости. При действии корабля в составе группы дальность до целей и ЭДЦ определялись гораздо быстрее и точнее — РКС «Титанит» производила триангуляционные вычисления, обмениваясь информацией по каналу режима «В» о пеленгуемых РЛС противника с кораблями группы, «зная» текущую дистанцию между ними. Выработанные данные по целям наглядно представлялись на ИНО, а подробности — типы РЛС противника и элементы движения их носителей — выводились на знаковое табло.
Режим «П» считался основным режимом для борьбы с главным надводным противником — авианосными ударными группами (АУГ), поскольку те не имели возможности сохранять полное радиомолчание из-за необходимости постоянного использования авиации для патрулирования воздушного пространства и связанных с этой задачей радиолокационных средств, и поэтому всегда обнаруживались задолго до достижения дистанции, необходимой для стрельбы.

### Режим «У» («Успех»)
Скрытным данный режим назвать сложно, поскольку дополнительно необходим как минимум один самолёт дальней разведки и целеуказания Ту-95РЦ, оборудованный морской радиолокационной системой целеуказания МРСЦ-1. Самолёт с работающей системой МРСЦ-1 выдавал радиолокационный запрос для привязки к РКС «Титанит». Антенный пост Д05 принимал сигнал запроса, и РКС посылала ответ пункта приёма, по которому самолётная параболическая передающая антенна трансляции радиолокационного изображения ориентировалась в направлении малого ракетного корабля. Далее РКС «Титанит» при помощи антенного поста Д01 принимала транслируемое с самолёта радиолокационное изображение, при этом развёртка на ИКО автоматически синхронизировалась с вращением самолётной антенны обзорного радиолокатора системы МРСЦ-1. Таким образом для оператора за пультом Д51 картинка на ИКО представлялась вполне аналогичной той, что получалась бы при работе РКС в режиме «А», но корабль при этом ничего не излучал, «подставляя» вместо себя самолёт, и масштаб изображения был намного больше из-за высотного расположения самолётной антенны радиолокационного обзора. Оператор подводил метку целеуказателя к отметке обнаруженной цели или группы целей и переключал дисплей знакового табло в режим секторного индикатора, что позволяло значительно увеличить интересующий участок, наблюдать цели с прекрасным разрешением, легко и быстро производить их поочерёдный радиолокационный «захват». Оператор последовательно совмещал метку визира с отметками целей на секторном индикаторе, брал цели на автосопровождение, присваивая им номера, а ИВК РКС «Титанит» определял элементы движения целей и вырабатывал данные для стрельбы. Сопровождаемые цели вместе с их ЭДЦ наглядно отображались на ИНО и на знаковом табло.

### Режим «Н» (навигационный)
Применялся в небоевой обстановке, при движении корабля вблизи своих берегов и в узкости. Параметры излучения навигационного передатчика режима «Н» вряд ли были сильно отличимы от импульсов, излучаемых радионавигационными станциями гражданских судов. В режиме «Н» использовался антенный пост Д03 в «узком луче», без возможности радиолокационного опознавания, с выводом «картинки» на стойку прибора Д53 в ходовой рубке малого ракетного корабля. Информационно-вычислительный комплекс в режиме «Н» не использовался.

## Совместимость режимов работы РКС «Титанит»
Режим режим «В» РКС «Титанит» мог использоваться в комбинации с любым другим режимом, кроме режима «Н». Режим «А» мог выполняться совместно с режимом «Н», или вместо режима «Н», при этом передатчик режима «Н» выключался, и работал передатчик режима «А». Режимы «А» или «Н» несовместимы с режимами «П» и «У», а режимы «П» и «У» несовместимы между собой ни аппаратно, ни по логике их работы.

## Некоторые особенности конструкции РКС «Титанит»
В составе информационно-вычислительного комплекса РКС «Титанит» имелась 25-разрядная специализированная ЭВМ типа СЦВУ-6 плюс 26 контрольный . Постоянная память содержала программы управления и самотестирования. Адресные шины, шины данных и шины команд — раздельные. Четыре блока магнитного оперативного запоминающего устройства (МОЗУ), объёмом по 512 байт каждый, хранили в феррит-диодных ячейках информацию по параметрам излучений американских РЛС надводных кораблей. Процессор состоял из арифметического устройства и устройства управления, рабочая частота — 1 МГц. Интерфейс СЦВУ-6 обеспечивался прибором Д36, имевшим прецизионные электронно-механические аналого-цифровые преобразователи «вал-код» типа ПВК-2-12. Элементная база СЦВУ-6 — реализующие логическую функцию «И-НЕ» специально разработанные микромодули типа 4Н02, питавшиеся двухполярным стабилизированным напряжением +6,3В и −6,3В. Логика представления чисел положительная — логическому нулю соответствовало напряжение от 0 до 1,5В, а логической единице — от 4,5В до 6,3В.
Место размещения СЦВУ-6 и других приборов ИВК РКС «Титанит», а также пульта инженера РТС, приборов встроенного контроля и поиска неисправностей — пост РТС (под офицерским отсеком). Здесь же вдоль носовой переборки располагались приборные стойки системы управления ракетным оружием «Дунай-1234». Часть приборов РКС размещалась в помещении ВЧ-блоков РКС в средней части надстройки малого ракетного корабля. Все приборные стойки РКС «Титанит» герметично закрывались, их охлаждение осуществлялось при помощи расположенных тут же кондиционеров, поддерживающих заданный температурный режим при полностью замкнутой воздуховодной системе циркуляции воздуха. Волноводные тракты РКС «Титанит» имели циклическую силикагельную осушку.

## Персонал
Эксплуатацию и боевое использование РКС «Титанит» осуществляли четыре военных моряка — два офицера и два мичмана: начальник радиотехнической службы корабля, инженер радиотехнических средств, техник радиотехнического наблюдения и техник по электронно-вычислительной технике.

## Монолит-Т
Продолжением системы «Титанит» является система «Монолит-Т» у которой большая информативность пассивной РЛС (за счет увеличения частотного диапазона и повышенной дальности действия активных и пассивных каналов и пр.). Изначальная модификация системы «Монолит-Т» и ряд последующих модификаций разработаны под руководством Б. И. Туки и В. В. Данилевича, а также В. И. Лебедя, В. П. Соловьева, В. М. Парфирьева, В. М. Абалшникова, Н. И. Андрусенко, А. А. Пермиловского и И. Г. Кобылянского.